# Polycycnis muscifera
Polycycnis muscifera är en orkidéart som först beskrevs av John Lindley och Joseph Paxton, och fick sitt nu gällande namn av Heinrich Gustav Reichenbach. Polycycnis muscifera ingår i släktet Polycycnis och familjen orkidéer. Inga underarter finns listade i Catalogue of Life.